# Cerro Torre
Cerro Torre és una muntanya ubicada en un territori de la Patagònia que està en disputa entre Xile i l'Argentina. És el cim més alt d'una cadena de quatre cims: cerro Torre, Torre Egger, punta Herron, i cerro Standhart.

## Primera ascensió
Cesare Maestri va afirmar el 1959 que ell i Toni Egger havien arribat al cim i que Egger havia estat arrossegat fins a la seva mort per una allau mentre baixaven. Maestri va declarar que Egger tenia la càmera amb les imatges del cim, però aquesta càmera mai es va trobar. Les inconsistències en el relat de Maestri, i la manca de parabolts, pitons o cordes fixes a la ruta, han fet que la majoria d'alpinistes dubtin de l'afirmació de Maestri. L'any 2005, Ermanno Salvaterra, Rolando Garibotti i Alessandro Beltrami, després de molts intents d'alpinistes de classe mundial, van posar una via confirmada a la cara que Maestri afirmava haver escalat. No van trobar cap evidència d'escalada anterior a la ruta descrita per Maestri i van trobar que la ruta era molt diferent de la descripció de Maestri.
Maestri va tornar al Cerro Torre l'any 1970 amb Ezio Alimonta, Daniele Angeli, Claudio Baldessarri, Carlo Claus i Pietro Vidi, provant una nova ruta a la cara sud-est. Amb l'ajuda d'un trepant de compressor de gas, Maestri va equipar 350 metres (1,150 ft) de roca amb parabolts i va arribar al final de la part rocosa de la muntanya, just a sota del bolet de gel. Maestri ha afirmat que “el bolet no forma part de la muntanya” i no ha continuat fins al cim. Es va deixar el compressor, lligat als darrers cargols, 100 m (330 ft) per sota de la part superior. Maestri va ser molt criticat pels mètodes "injusts" que utilitzava per escalar la muntanya.
La ruta que va seguir Maestri ara es coneix com la Ruta del compressor i va ser pujada al cim el 1979 per Jim Bridwell i Steve Brewer.
La primera ascensió indiscutible la van fer l'any 1974 els escaladors "Ragni di Lecco" Daniele Chiappa, Mario Conti, Casimiro Ferrari i Pino Negri. les afirmacions són el focus del llibre de 2014 sobre Cerro Torre, The Tower, de Kelly Cordes.
Werner Herzog va fer una pel·lícula anomenada Crit de pedra o Cerro Torre: Schrei aus Stein (1991), dedicada gairebé completament a la muntanya.
El cerro Torre està a l'àrea determinada entre els paral·lels de latitud sud 49° 10′ 00″ i 49° 47′ 30″ i els meridians de longitud oest 73° 38′ 00″ i 72° 59′ 00″, corresponent a un territori rectangular que va des de pocs quilòmetres al sud del cim del Fitz Roy fins al cerro Murallón. Es troba sense demarcar i va ser determinada per l'acord per a concretar el recorregut dels límits des de la muntanya Fitz Roy fins al cerro Daudet, signat a Buenos Aires el 16 de desembre del 1998. El límit a la zona va ser establert pel tractat del 1881.

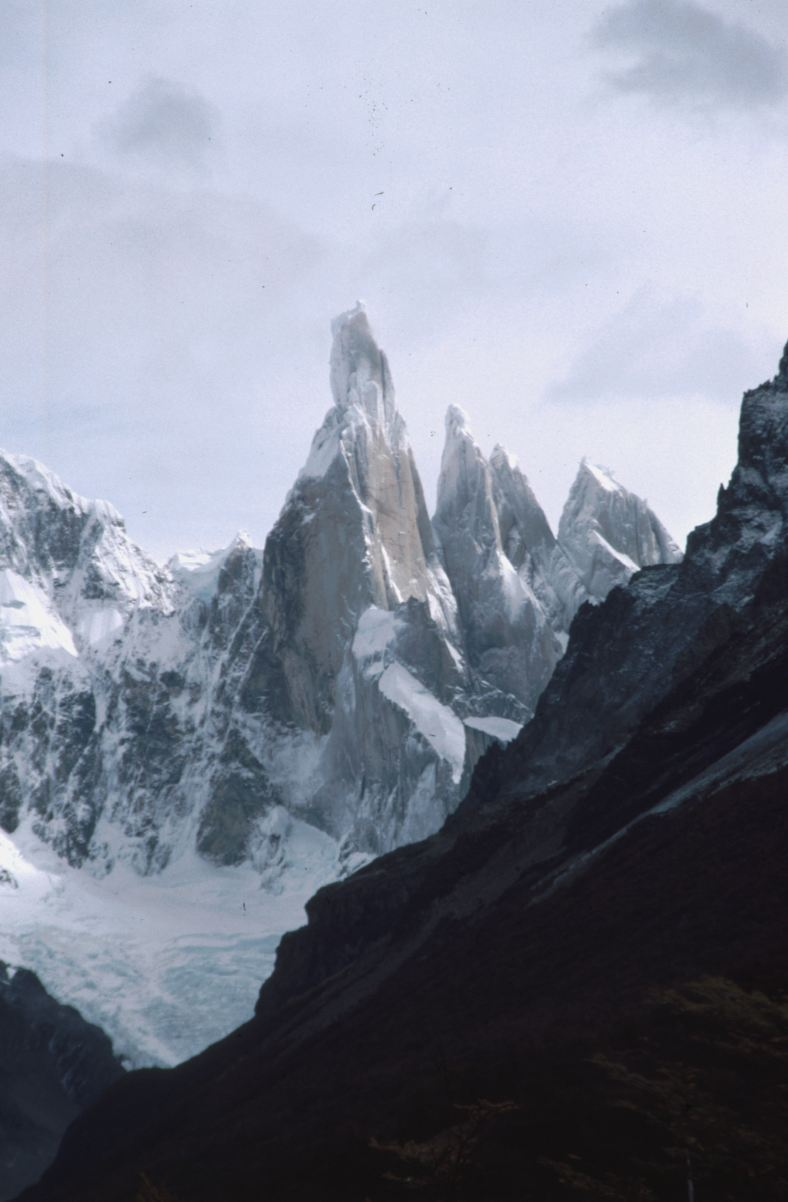
Cerro Torre